# Ясвант Рао II
Ясвант Рао II — останній магараджа Індаура. Його правління завершилось із проголошенням незалежності Індії, утім він залишився спадковим магараджею.

## Життєпис
Походивз  динатсії Холкарів. Єдиний син магараджи Тукоджі Рао III. Народився 1908 року. Здобув освіту в школі Чем (Чартерхаус) і коледжі Крайст-Черч Оксфордського університету. 26 лютого 1926 року батько зрікся трону на його користь. 9 травня 1930 року він був наділений повними повноваженнями магараджи. 1 січня 1935 року він став кавалером Ордена Індійської імперії.
Створив законодавчу раду для князівства Індаур і утворив кабінет міністрів у складі прем'єр-міністра і 3 міністрів, яким передав управління. Багато часу проводив закордоном, насамперед у Великій Британії. 
11 серпня 1947 року він підписав документ про приєднання до Індії. Штат Індаур був включений до Союзу Мадх'я-Бхарат 28 травня 1948 року. Він служив другим раджпрамукхом (головою) цього нового штату до 31 жовтня 1956 року. Потім він працював в Організації Об'єднаних Націй.